# نبردناو برتاین

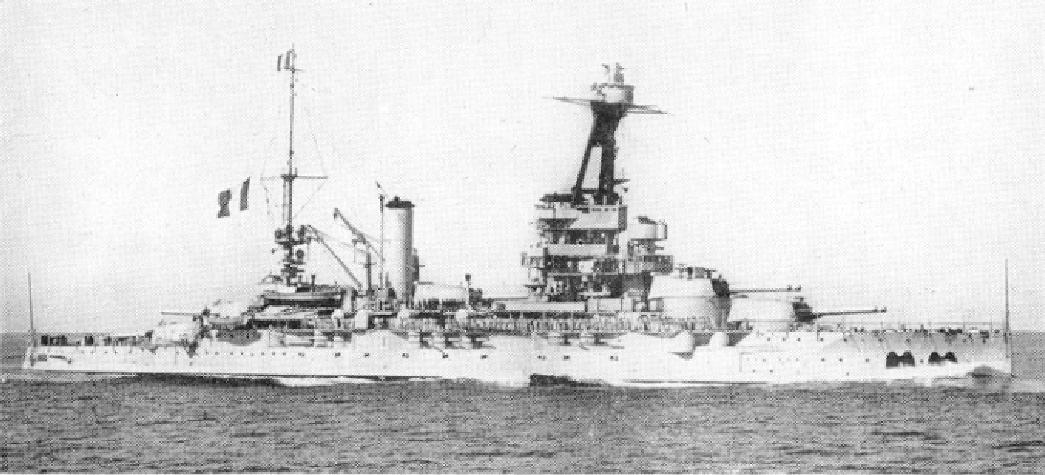

نبردناو برتاین (به انگلیسی: French battleship Bretagne) یک کشتی فرانسوی با طول ۱۶۶ متر (۵۴۴ فوت ۷ اینچ) بود. این کشتی در سال ۱۹۱۳ ساخته شد.